# 谭炯
谭炯（1966年6月—），男，汉族，湖北汉川人，中华人民共和国政治人物。曾任中共贵州省委常委、统战部部长，现任国家开发银行副董事长、行长、党委副书记。

## 人物经历
谭炯曾任中国工商银行执行董事、副行长、党委委员，贵州省人民政府副省长、党组成员，中共贵州省委常委、统战部部长。2023年2月，出任国家开发银行党委副书记，同年5月获中国银行保险监督管理委员会核准担任国家开发银行副董事长、行长。